# 小酒翔子
小酒 翔子（こさけ しょうこ、1986年5月12日 - ）は、日本の元女子バレーボール選手、指導者。

## 来歴
京都府舞鶴市出身。小学校2年生からバレーボールを始める。京都橘高等学校ではアタッカーとして2年時に、西山由樹らと共に京都橘高校中心の選抜チームで国体優勝。また主将として春高バレー（ベスト8）や、インターハイ（ベスト4）ではチームを牽引し、インターハイでベスト6と優秀選手賞を受賞した。
2005年、JTマーヴェラスに入団。同時にリベロへコンバートされる。
2006/07プレミアリーグシーズン中盤からレシーバーとして、主にセット終盤にリリーフサーバーとして登場。安定感のある無回転サーブで存在感を示すようになる。2007年のV・サマーリーグではリベロとしてチームの優勝に貢献し、最優秀選手賞を受賞した。
2007/08プレミアリーグ序盤、菅山かおるに代わってスタメン出場した。
2010年5月JTを退団し、同年6月PFUブルーキャッツに移籍した。2011年6月、退部。
2012年4月に東海大学に入学し、女子バレーボール部のコーチに就任。2016年、大学卒業の際に退任。

## 所属チーム
- 福井小
- 城北中
- 京都橘高等学校
- JTマーヴェラス（2005-2010年）
- PFUブルーキャッツ（2010-2011年）